# بيت كرايغ
بيت كرايغ (بالإنجليزية: Pete Craig)‏ هو لاعب كرة قاعدة أمريكي، ولد في 10 يوليو 1940 في لاسال في كندا.

## وصلات خارجية
- بيت كرايغ على موقعبيزبول رفرنس.كوم (الدوري الرئيسي) (الإنجليزية)
- بيت كرايغ على موقعبيزبول رفرنس.كوم (الدوري الثانوي) (الإنجليزية)